# Marie Nizet
Marie Nizet, née le 19 janvier 1859 à Bruxelles et morte le 10 mai 1922 à Etterbeek , est une poétesse et femme de lettres belge.
Pour son recueil Pour Axel, sa sensualité et son ardeur quasi mystique, elle est considérée comme l'une des premières poétesses modernes. Son œuvre est présente dans quelques anthologies poétiques.

## Biographie
Marie Émilie Françoise Élisabeth Nizet est l'aînée des enfants de François Joseph Nizet (1829-1889), professeur, auteur et conservateur à la Bibliothèque Royale de Belgique, et Marie Émilie Colette Devleeschouwer (1829-1902), institutrice. Elle est la sœur de l’écrivain naturaliste et journaliste Henri Nizet (1863-1925), auteur de Bruxelles rigole (1883) et des Boétiens (1885).
Elle est élève des cours d'éducation d'Isabelle Gatti de Gamond. Elle côtoie de nombreux étudiants slaves et balkaniques pensionnaires et élèves de son père, qui vont influencer ses premières œuvres. De fait, elle embrasse la cause patriotique de ces jeunes révolutionnaires qui rêvent de libérer leur pays du joug des tyrans. Elle est en effet issue d'un milieu lettré et pénétré du culte des traditions nationales.

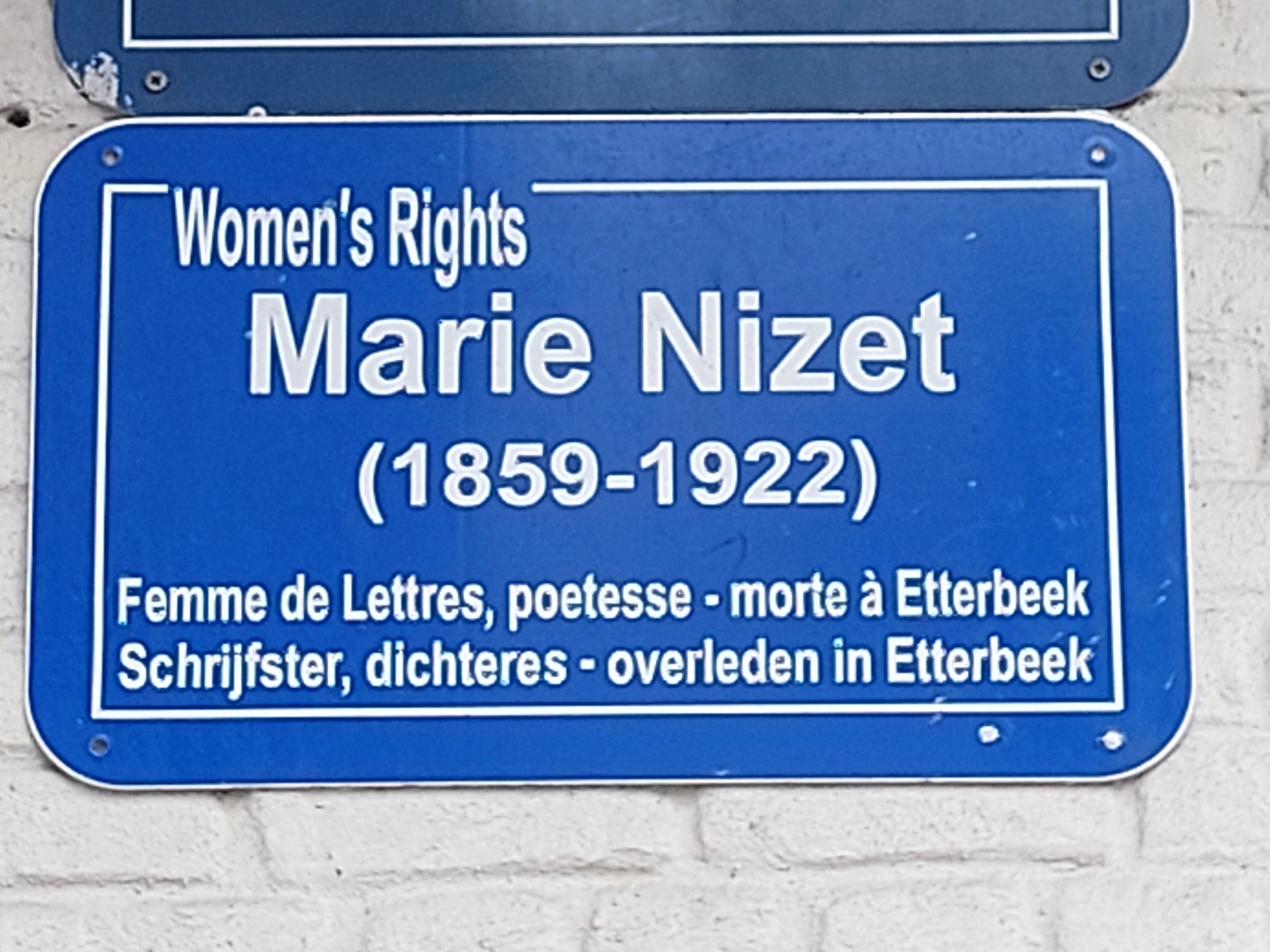
Plaque de rue temporaire à Etterbeek

Elle étudie durant au moins un an à la Bibliothèque Royale, l’histoire, la littérature et les mœurs des peuples des principautés danubiennes, dans différentes langues et suit de près l’actualité de ces contrées.
Elle prend fait et cause pour la Roumanie, opprimée par l'Empire russe, et publie des poèmes à partir de 1877. Elle les regroupe en 1878 dans România (chants de la Roumanie). Passionnée par le folklore roumain, elle publie, en 1879, Le Capitaine Vampire (qui eut une importante influence sur Bram Stoker et son Dracula).
Elle épouse Antoine Louis Mercier (1851-1891) à Ixelles, ils ont un fils, Émile Louis François Mercier né en 1881. Ils se séparent vers 1890 et elle doit élever seule son enfant, vivant dans des conditions matérielles précaires.
Après le décès d'Antoine Mercier le 26 décembre 1891, elle a une relation amoureuse intense avec un officier de marine, Axel Veneglia. Après sa mort à Java, Marie Nizet continue à écrire des poèmes en souvenir de leur amour passionné. Ils seront publiés après sa mort, selon son souhait.
À partir de 1886, on ne dispose plus guère d'informations sur la vie de Marie Nizet et il n'y a pas de traces de nouvelles publications en dehors du recueil posthume. On ne sait rien non plus de son activité durant la Première Guerre mondiale.
Après un séjour à l'étranger, elle revient à Bruxelles dans un état d’« épuisement moral, physique et matériel ». Elle meurt le 10 mai 1922 à Etterbeek.

## Des œuvres de Marie Nizet
Elle a dix-huit ans lorsqu'elle publie deux longues pièces en vers français, L'Union libérale et démocratique de Seine-et-Oise. Ces textes sont édités à Versailles en 1877 sous la forme de plaquette : Moscou et Bucharest. Elle évoque l'antagonisme entre Roumains et Moscovites et se déclare en faveur de la Roumanie dans sa révolte contre la Russie tsariste. En 1878, elle écrit un court essai critiquant Pierre le Grand : Pierre le Grand à Jassi.
La même année, Auguste Ghio publie son premier recueil poétique, România (Chants de la Roumanie) qui est traduit et commenté par le poète roumain Alexandru Macedonski. L'ouvrage est bien accueilli par la critique qui relève la maîtrise et l'originalité des textes. Les écrivains Charles Potvin, Marguerite Van de Wiele et Eugène Van Bemmel reconnaissent son talent. Elle s'y montre révoltée par le sort "des petits peuples" et plaide pour la constitution d'une Sainte-Alliance des faibles qui réunirait des intellectuels appelés à se défendre par la plume et non les armes. Marie Nizet souligne également les similitudes entre l'histoire de la Belgique (qui est alors un jeune pays) et de la Roumanie, plaidant pour la solidarité des concitoyens vis-à-vis de leurs frères de l'Est.
En 1879, elle publie le poème Le Bonheur dans la Revue de Belgique, dirigée par Charles Potvin.
En 1879, elle publie Le Capitaine Vampire, nouvelle roumaine, un roman dont l'histoire se passe en Roumanie. Cette œuvre reçoit un accueil mitigé de la critique, mais c'est la seule qui sera rééditée après la mort de son autrice. Elle est aussi traduite en roumain et en anglais. Récemment, en 2023, il a été traduit et publié en espagnol par la maison d´edition Nibelungo.
En 1880, Le Scopit. Histoire d’un eunuque européen. Mœurs russo-bulgares parait anonymement chez Henri Kistemaeckers. L’œuvre, qui dénonce une secte religieuse en partie à cause de sa pratique sur les organes génitaux, rencontre du succès. Charles Potvin et Camille Lemonnier pensent que Marie Nizet en est l’autrice,.
Après ces publications d'inspiration roumaine, elle signe, entre 1883 et 1886, sous le nom de « Marie Mercier » dans la Revue de Belgique, sept nouvelles, qui se situent dans la campagne flamande et wallonne et mettent souvent en scène des fermiers et des domestiques.
Après plusieurs années sans publications connues, Marie Nizet rédige Pour Axel (de Missie), dédié à son amant Cecil-Axel Veneglia. Ne souhaitant pas la publication de ces poèmes avant sa mort, elle remet le manuscrit à son amie Cécile Gilson. Georges Rency se charge de le faire publier en 1923 aux Éditions de la Vie intellectuelle. Ce recueil posthume, publié à un peu plus de mille exemplaires, se révèle audacieux et affranchi de la morale. Une telle franchise dans l'expression d'un amour sensuel est rare chez les écrivaines du XIXe siècle et rompt avec la pudeur habituelle des épanchements féminins.
Marie Nizet laisse également le manuscrit d'un roman sur sa liaison avec Axel Veneglia mais il n'a pas été publié, faute de moyens, et a disparu.
La poétesse transgresse les normes sociales et littéraires, en tant que femme énonçant son désir érotique. L'on peut alors considérer Marie Nizet comme l'une des premières femmes poètes modernes de son temps.

## Œuvres
- 1877 : Moscou et Bucharest, Versailles, E. Aubert, 1877. Google Books
- 1878 : Pierre le Grand à Iassi, Paris, Auguste Ghio, 1878.
- 1878 : România (Chants de la Roumanie), Paris, Auguste Ghio, 1878. Gallica Google Books
- 1879 : Le Capitaine Vampire. Nouvelle roumaine, Paris, Auguste Ghio, 1879, 138 p. (lire sur Wikisource)
- 1879 : « Le Bonheur », Revue de Belgique, 15 mars 1879, p. 333-335. Google Books
- 1880 : Le Scopit. Histoire d'un eunuque européen. Mœurs russo-bulgares, Bruxelles, Henry Kistemaeckers, 1880 (œuvre publiée anonymement).
- 1883 : « Le soufflet de la grand'mère » ; « Histoire d'une fille de ferme » ; « Ceux des campagnes », Revue de Belgique, 15e année, t. 43, 15 avril 1883, p. 469-480 ; 15e année, t. 45, 15 septembre 1883, p. 49-56 ; 15e année, t. 45, 15 décembre 1883, p. 368-377. Google Books (1) Google Books (2)
- 1884 : « Une agonie », « La déconvenue de Monsieur Boniface », Revue de Belgique, 16e année, t. 46, 15 février 1884, p. 135-146 ; 16e année, t. 48, 15 septembre 1884, p. 26-45. Google Books (1) Google Books (2)
- 1885 : « Comment on oublie », Revue de Belgique, 16e année, t. 49, 15 mars 1885, p. 263-279. Google Books
- 1886 : « Une vie d'enfant » (deux parties), Revue de Belgique, 18e année, t. 54, 15 octobre 1886, p. 148-178 ; et 15 novembre 1886, p. 305-334. Google Books
- 1921 : « Axel », Le Flambeau. Revue belge des questions politiques et littéraires, 30 juin 1921, p. 251-256. Internet Archive
- 1923 : Pour Axel (aussi connu sous le titre Pour Axel de Missie), Bruxelles, La Vie intellectuelle, 1923 (œuvre publiée posthumément). Gallica